# Deuterophlebia shasta
Deuterophlebia shasta is een muggensoort uit de familie van de Deuterophlebiidae. De wetenschappelijke naam van de soort is voor het eerst geldig gepubliceerd in 1951 door Wirth.